# 2025년 튀르키예 시위
2025년 튀르키예 시위는 2025년 3월 19일 이스탄불 시장 에크렘 이마몰루와 100명 이상의 다른 야당 의원과 시위대가 튀르키예 당국에 구금 및 체포된 후 튀르키예 전역에서 시위가 시작된 것이다. 이 시위는 2028년 튀르키예 대통령 선거의 주요 야당 후보이자 튀르키예 대통령 레제프 타이이프 에르도안의 주요 정치적 라이벌이었던 에크렘 이마몰루에 대한 정치적 동기의 법적 조치로 참가자들이 특징지은 것에 대한 상당한 대중적 반대를 나타냈다.
시위는 공화인민당과 다른 많은 정당과 단체의 지원을 받았다. 수십만 명의 사람들이 튀르키예의 거의 모든 도시(특히 이스탄불, 앙카라, 이즈미르)에서 시위를 벌이고 있으며, 가장 많은 군중이 이스탄불 수도권청 본부 앞에 모였다. 대학생들이 이러한 시위에서 중요한 역할을 하고 있다.
시위대는 우익과 좌익 개인을 모두 포함하여 광범위한 이념적 스펙트럼을 대표하고 있다. 이러한 맥락에서 공화국의 상징, 특히 아타튀르크는 시위 전반에 걸쳐 통일된 틀과 상징적 참조점으로 자주 사용되고 있다.
시위는 경제 위기의 맥락에서 발생하고 있다. 이마몰루가 체포된 후 3일 동안 튀르키예 리라의 미국 달러화 가치는 16.3% 하락했다.